# Foy Vance

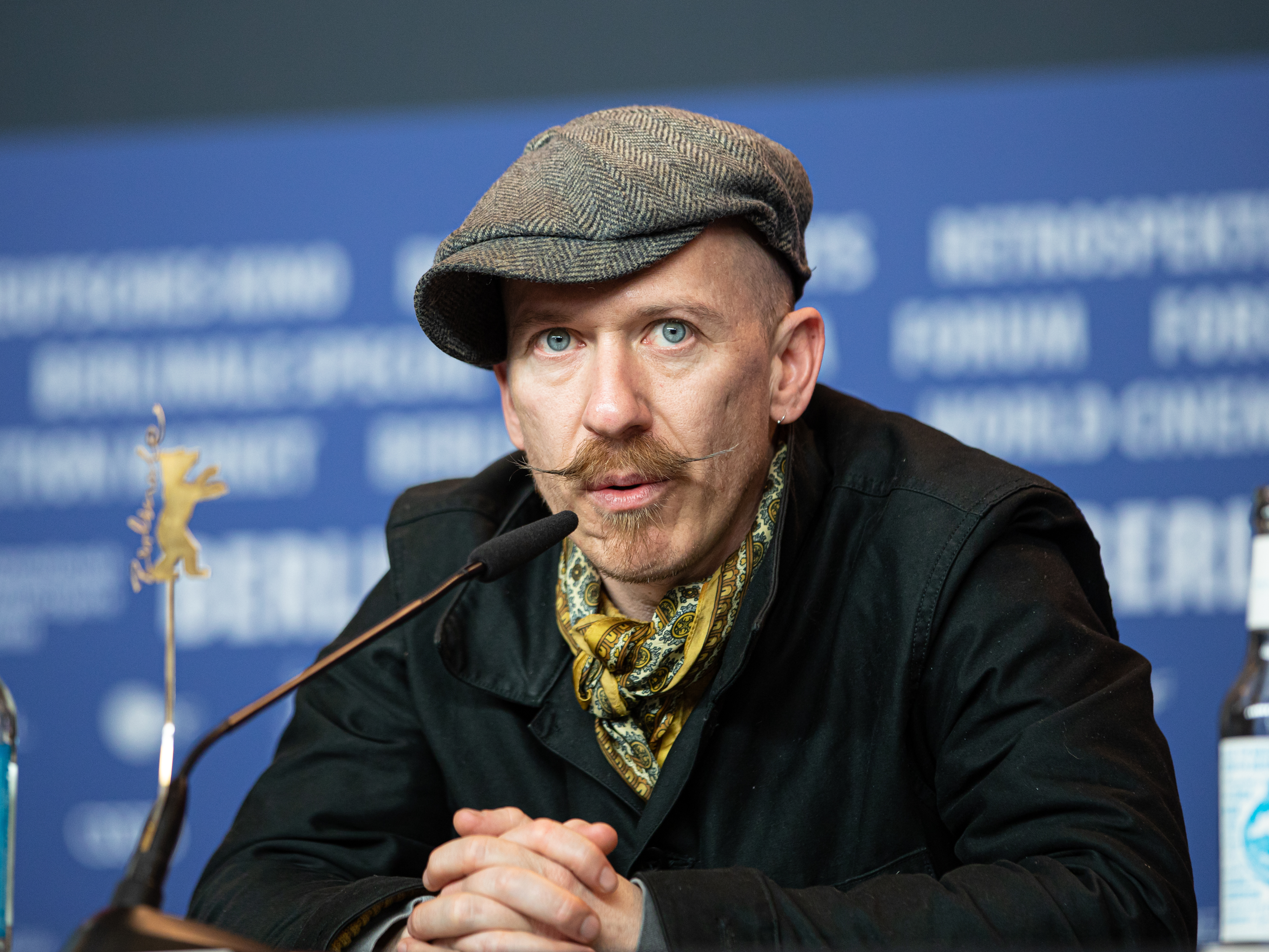
Foy Vance auf der Berlinale 2018

Foy Vance (* 1974 in Bangor, Nordirland) ist ein nordirischer Musiker und Singer-Songwriter. Einem größeren Publikum wurde Vance durch seine Auftritte im Vorprogramm von Ed Sheeran und Elton John bekannt. Inzwischen hat er drei Alben produziert.

## Karriere
Vances erste Single „Gabriel and the Vagabond“ wurde am 18. Dezember 2006 bei Wurdamouth Records veröffentlicht. Das Lied wurde in der zweiten Staffel von Grey’s Anatomy als Soundtrack genutzt. Es folgten die EPs Live Sessions and the Birth of the Toilet Tour und Watermelon Oranges.
Im Juli 2007 erschien Vances Debütalbum Hope. Ab 2007 trat Vance mehrfach mit seinen aktuellen Songs bei Irlands größtem christlichen Jugendfestival Summer Madness in der King’s Hall, Belfast auf. Im Jahr 2008 lud man Vance ein, in mehreren Gefängnissen in England aufzutreten, darunter auch das Frauengefängnis New Hall und das Hochsicherheitsgefängnis Full Sutton.
2010 komponierte Vance gemeinsam mit David Holmes die Musik für einen Kurzfilm des Regisseurs Terry George und durfte in dessen nächsten Film Whole Lotta Sole die Rolle eines Straßenmusikers übernehmen. Der Kurzfilm The Shore gewann 2012 einen Oscar als bester Kurzfilm. Am 27. August 2012 veröffentlichte Vance seine The Melrose EP bei dem Label Communion Music. Die EP beinhaltet vier neue Lieder, die Holmes produziert hatte. Das Lied „Be The Song“ war der Soundtrack einzelner Episoden von Private Practice, Dr. House, Vampire Diaries, Arrow, Haven und Constantine und des Films Warm Bodies.
Bei den BBCs Proms in the Park in Belfast trat Vance am 8. September 2012 auf. Im Herbst 2012 trat Vance im Vorprogramm von Ed Sheerans Tour auf und kam zu dem Lied „Kiss Me“ auf die Bühne zu Sheeran. Sheeran coverte außerdem Vances Song „Guiding Light“.
Im Jahr 2013 unterschrieb Vance einen Vertrag bei Glassnote Records und stellte sein neues Album Joy of Nothing fertig, das im August veröffentlicht wurde. Im November 2013 gewann das Album den Northern Ireland Music Prize als bestes Album.
Im November 2015 unterschrieb Vance bei Sheerans Label Gingerbread Man Records und veröffentlichte am 13. Mai 2016 sein Studioalbum The Wild Swan, für das Elton John ausführender Produzent war. Vance trat dann im Sommer 2016 als Supporting Act von Elton John bei dessen Wonderful-Crazy-Tour durch Europa auf und ging anschließend mit seinem Album auf eine Welttournee durch Nordamerika, Australien, und Europa. Im Dezember 2016 veröffentlichte Vance die Single Moonshine, die im Soundtrack zu Ben Afflecks Film Live by Night genutzt wurde. Weiterhin begleitete Vance Bonnie Raitt, Marcus Foster und Snow Patrol auf deren Touren als Supporting Act. Für Alicia Keys, Rag N Bone Man, Keith Urban, Kacey Musgraves, Miranda Lambert, Plan B und Rudimental war er Songwriter und schrieb vier Stücke auf Ed Sheerans Album Divide (2017) sowie den Titelsong auf Sam Smiths Album Gloria (2023).

## Diskografie

### Alben
- Hope (Wurdamouth Records, 2007)
- Joy of Nothing (Glassnote Records, 2013)
- The Wild Swan (Gingerbread Man, 2016)
- Signs of Life (Gingerbread Man, 2021)

### EPs
- Blueprints EP (2000)
- Live Sessions and the Birth of the Toilet Tour (2005)
- Watermelon Oranges (2006)
- Gabriel and the Vagabond (2006)
- Be with me Remix by The Free Association (2008)
- Portraits of the Artist (2009)
- Time Lays Low (2009)
- Live with the Ulster Orchestra at the Waterfront Hall Belfast (2009)
- Melrose EP (2012)